# Ergani
Ergani (török nyelven: عثمانيه Osmaniye, kurd nyelven: Erxenî, korábban Arghni vagy Arghana néven volt ismert) település Törökország Diyarbakır tartományában.

## Története
Ergani nevét az örmény archívumokban Arkni/Argni néven említették először. Kr. e. a harmadik évezredben Ergani és Mezopotámia között virágzó kereskedelem folyt. A közelben található réz- és krómbányák ércét már a korai időkben a dél-iraki Urukba szállították, mivel Erganit és Urukot a közeli Eufrátesz folyó kötötte össze, melyen a hajók néhány hét alatt könnyedén szállítottak több tonna rézércet Uruk felé, vagy gabonát Anatólia felé.
Ergani a 19. század közepén már közigazgatási és rézbányászati központ volt. A régi Erganiból és Ergani egykori erődjéből azonban mára csak egy torony romjai maradtak fenn. Az egykori erődről részletesen Evlija Cselebi számolt be utazásai során.
Ergani oszmán korszakából máig 10 mecset, 3 örmény templom, 1 protestáns kápolna, 3 fürdő és szökőkutak maradtak fenn.

## Çayönü
Ergani közelében, a várostól délnyugatra, Sesverenpınar falu mellett, a Hilar-sziklák között között található a Çayönü-domb, mely az itt végzett régészeti feltárások alapján Kr. e. 7500 és 5000 között folyamatosan lakott volt. A kor egyik legjelentősebb régészeti leletének számító korabeli lakóhely, melyről mint az újkőkorszak korai városáról létezik bizonyíték, mely időben a nomád vadász-gyűjtögetők elkezdtek egy helyen letelepedni. Çayönü a neolitikum egyik legnagyobb és legjobban megőrzött helyszíne. Az itt végzett ásatásokat 1963-ban kezdte meg az isztambuli és a chicagói egyetem, az ásatások máig folynak.

## Nevezetességek
- Çayönü-domb régészeti lelőhely
- Mecsetek
- Örmény templomok